# جک پلاتنیک
جک پلاتنیک (انگلیسی: Jack Plotnick؛ زادهٔ ۳۰ اکتبر ۱۹۶۸) هنرپیشه اهل ایالات متحده آمریکا است. وی از سال ۱۹۹۵ میلادی تاکنون مشغول فعالیت بوده است.
از فیلم‌هایی که وی در آن نقش داشته است می‌توان به نادرست، مرگ بر عشق، خدایان و هیولاها، ملاقات با فاکرها، رنو ۹۱۱: میامی، مردان اسرارآمیز، خدا آمریکا را در پناه خود نگه دارد، ایستگاه فضایی ۷۶، کنترل زمین، بگو اینطور نیست و لاستیک اشاره کرد.